# Repilo
El repilo es una enfermedad producida por el hongo Spilocaea oleagina, y es la que más afecta los olivos, tanto por la extensión de sus ataques, cómo por su virulencia, especialmente en primaveras y otoños húmedos.

## Síntomas
La enfermedad se manifiesta principalmente por la debilitación y fuerte defoliación del árbol. Las hojas afectadas presentan unas características manchas circulares de diámetro y número muy variable. Al principio son oscuras y posteriormente adquieren un color amarillento, y cuando el hongo esporula, se vuelven oscuras de nuevo. Estas manchas aparecen después de un periodo más o menos largo de incubación que, según las condiciones meteorológicas, que hace que la enfermedad pase totalmente desapercibida en sus inicios, y se pueden presentar defoliaciones incluso sin haberse desarrollado manchas en las hojas.
Se puede hacer una diagnosis precoz sumergiendo una muestra de hojas aparentemente sanas en una solución de hidróxido de potasio, que permite identificar prematuramente ataque de este hongo. Al dorso de la hoja únicamente se distinguen unas manchas oscuras, de contorno variable, generalmente a lo largo del nervio central. A veces el ataque afecta únicamente el pecíolo de las hojas, el cual puede volverse o no de color amarillento, provocando también en este caso la caída de la hoja.
Este hongo también puede atacar al fruto, siendo el pedúnculo la parte normalmente afectada. El fruto afectado cae manteniendo el pedúnculo enganchado, lo cual es característico de este tipo de ataque y permite distinguirlo otras caídas de fruto, como las provocadas por el punzón o agujereado (Prays oleae). El ataque directamente al fruto es excepcional y comporta su deformación, puesto que la parte atacada para completamente su crecimiento.

## Biología
Este hongo puede mantenerse activo durante todo el año, siendo su temperatura óptima de desarrollo entre los 10 y los 20 °C. En las zonas mediterráneas, los periodos de máxima peligrosidad de infección son la primavera y el otoño. Para que se produzca la germinación de las esporas es necesario que las hojas estén mojadas más de cuatro horas.
El hongo se desarrolla en el interior de la hoja y posteriormente vuelve a salir al exterior para esporular y propagar de nuevo la enfermedad. Durante los periodos no favorables se mantiene en las hojas atacadas, tanto las caídas en tierra como en las que se mantienen al árbol, esperando que la temperatura y la humedad sean las adecuadas para su desarrollo.

## Daños
La caída de hoja provocada por el ataque de este hongo implica una bajada de la actividad fotosintética con el consiguiente debilitamiento general del árbol. Si la defoliación es intensa, la producción de varios años puede resultar afectada. El ataque sobre fruto da lugar a una reducción del rendimiento y de la calidad del aceite, puesto que aumenta su acidez. La presencia sobre el fruto favorece además la aparición otros hongos (Fusarium moniliforme, Geotrichum spheroides, Alternaría spinaciae, etc.) que agravan más los daños.

## Métodos culturales
Algunas medidas recomendadas para controlar el hongo son:
- Dada la importancia de la presencia de agua libre sobre las hojas para que se produzca la infección, se recomienda podar los olivos de manera que se favorezca la ventilación.
- Evitar los marcos de plantación densos.
- Uso de variedades resistentes.
- Recoger y quemar las hojas caídas en tierra o enterrarlas antes de las lluvias primaverales y de comienzo de otoño.
- No abusar del abono nitrogenado y orgánico.
- Evitar la asociación con cultivos herbáceos.

## Métodos químicos
Aunque se tomen las medidas anteriores, la lucha química es necesaria para proteger los olivos contra el ataque del hongo en primaveras y otoños húmedos. Los productos a utilizar son fungicidas a base de cobre (caldo bordelés, hidróxido de cobre, óxido cuproso, oxicloruro de cobre, sulfato de cobre (II), etc.) solos o formulados en mezclas con un fungicida orgánico ( folpet, maneb, mancoceb, etc.) a principios de primavera y a finales de verano o inicio de otoño. Es en estos momentos cuando hay el máximo peligro de infección y por lo tanto es aconsejable la protección química preventiva, incidiendo sobre todo en las partes más bajas e interiores del árbol que son las más afectadas por la enfermedad.